# Austrophaea zebra
Genre
Espèce
Synonymes
- Austrophaea festiva Lawrence, 1952

Austrophaea zebra, unique représentant du genre Austrophaea, est une espèce d'araignées aranéomorphes de la famille des Corinnidae.

## Distribution
Cette espèce est endémique d'Afrique du Sud. Elle se rencontre au KwaZulu-Natal et au Cap-Oriental.

## Description
Les mâles mesurent de 4,48 à 5,65 mm et les femelles de 6,10 à 6,45 mm.

## Publication originale
- Lawrence, 1952 : New spiders from the eastern half of South Africa. Annals of the Natal Museum, vol. 12, p. 183-226.